# 中 (国立市)
中（なか）は、東京都国立市の町名。現行行政地名は中一丁目から中三丁目。郵便番号は、186-0004。

## 地理
国立市の地理的中央部に位置する。北は北、東は東、南は富士見台、西は西に隣接する。町内は大学や学校などが集まっている文教地区でもある。

### 地価
住宅地の地価は、2017年（平成29年）1月1日の公示地価によれば中1丁目18番49の地点で44万5000円/m2となっている。

## 歴史
- 2024年（令和6年）6月 - 積水ハウスが2丁目で建設を進めていた分譲マンション「グランメゾン国立富士見通り」の建設中止および取り壊しが発表[5]。

## 世帯数と人口
2018年（平成30年）1月1日現在の世帯数と人口は以下の通りである。
| 丁目     | 世帯数    | 人口    |
| -------- | --------- | ------- |
| 中一丁目 | 2,124世帯 | 4,054人 |
| 中二丁目 | 1,383世帯 | 2,732人 |
| 中三丁目 | 988世帯   | 2,288人 |
| 計       | 4,495世帯 | 9,074人 |

## 小・中学校の学区
市立小・中学校に通う場合、学区は以下の通りとなる。
| 丁目     | 番地           | 小学校                 | 中学校                 | 備考                                                                 |
| -------- | -------------- | ---------------------- | ---------------------- | -------------------------------------------------------------------- |
| 中一丁目 | 3～5番地       | 国立市立国立第八小学校 | 国立市立国立第二中学校 |                                                                      |
| 中一丁目 | その他         | 国立市立国立第八小学校 | 国立市立国立第一中学校 |                                                                      |
| 中二丁目 | 全域           | 国立市立国立第二小学校 | 国立市立国立第一中学校 |                                                                      |
| 中三丁目 | 3〜4番地 7番地 | 国立市立国立第二小学校 | 国立市立国立第一中学校 | 7番地のみ、調整区域。以下の学校と選択可能。 ・国立市立国立第五小学校 |
| 中三丁目 | その他         | 国立市立国立第五小学校 | 国立市立国立第一中学校 |                                                                      |

## 交通
鉄道
- 東日本旅客鉄道（JR東日本）
  - 中央本線：国立駅

道路
- 東京都道145号立川国分寺線（富士見通り）
- 東京都道146号国立停車場谷保線（大学通り）

## 施設
- 国立市立国立第八小学校
- 一橋大学
- 国立学園小学校
- 桐朋学園（男子部）
- 東京都立第五商業高等学校